# Risiocnemis rolandmuelleri
Risiocnemis rolandmuelleri – gatunek ważki z rodziny pióronogowatych (Platycnemididae). Endemit Filipin; stwierdzony na wyspach Masbate, Negros, Panay, Sibuyan i Siquijor.